# Shir Hashirim
Shir Hashirim est un album de John Zorn enregistré par un groupe vocal féminin composé de Lisa Bielawa, Martha Cluver, Abigail Fischer, Kathryn Mulvehill, Kirsten Sollek et appelé The Sapphites. 
Shir HaShirim ou Cantique des Cantiques, est un livre de la Bible connu pour sa poésie et ses images érotiques. John Zorn en avait d'abord fait une version avec récitatif, qui a été jouée entre autres à Paris avec Clotilde Hesme et Mathieu Amalric. La première de cette pièce a eu lieu au Abrons Art Center de New York, en février 2008, avec Lou Reed et Laurie Anderson . Zorn a par la suite supprimé le récitatif pour ne garder que la partie chantée, sans paroles, par le chœur féminin.

## Titres
| No | Titre                          | Durée |
| -- | ------------------------------ | ----- |
| 1. | Kiss Me                        | 4:08  |
| 2. | Rose of Sharon                 | 3:10  |
| 3. | At Night in my Bed             | 3:45  |
| 4. | How Beautiful You Are          | 3:07  |
| 5. | I Have Come into my Garden     | 5:21  |
| 6. | Where Has Your Lover Gone      | 3:45  |
| 7. | Dance Again                    | 3:36  |
| 8. | O, If You Were Only My Brother | 4:07  |

## Personnel
- Lisa Bielawa - voix
- Martha Cluver - voix
- Abigail Fischer - voix
- Kathryn Mulvehill - voix
- Kirsten Sollek - voix